# Kubadin Point
Der Kubadin Point (englisch; bulgarisch нос Кубадин nos Kubadin) ist eine vereiste Landspitze an der Südwestküste von Smith Island im Archipel der Südlichen Shetlandinseln. Sie liegt 6,9 km südwestlich des Kap Smith, 10 km nordöstlich des Sredets Point und 2,9 km südöstlich des Mount Christi auf der Südwestseite der Einfahrt zur Linevo Cove.
Bulgarische Wissenschaftler kartierten sie 2009. Die bulgarische Kommission für Antarktische Geographische Namen benannte sie 2015 nach der Ortschaft Kubadin im Südosten Bulgariens.